# Последние желания (фильм, 2001)
«Последние желания» (англ. Last Orders) — фильм 2001 года, британо-немецкая драма режиссёра Фреда Скеписи, снятая по роману Грэма Свифта.

## Сюжет
Удивительная история прощания.
Находящийся в хосписе Джек Доддс знает о своём близком конце. Как и подобает потомственному мяснику, он мужественно готовится к неизбежному. Но сначала ему хочется выиграть в тотализаторе на скачках крупную сумму денег, чтобы обеспечить будущее своим наследникам. А главное, его последним желанием является кремация и транспортировка праха близкими в Маргейт, где, как ему кажется, он испытал самое настоящее счастье. Для этого надо собрать друзей юности и родных. Все они, кроме супруги, мучимой виной за измену с лучшим другом, отправляются вместе, дабы исполнить последнюю волю усопшего. С этого начинается роуд-муви, ностальгическое и грубоватое, как шутки, звучащие в пабах, столь любимых этой пёстрой и разновозрастной компанией. Крепкий коктейль из камбэков и дорожного трёпа создают элегическое настроение, выдержанное благодаря блестящему актёрскому ансамблю.

## В ролях
- Майкл Кейн — Джек Доддс
- Том Кортни — Вик Такер
- Дэвид Хеммингс — Ленни
- Боб Хоскинс — Рэй Джонсон
- Хелен Миррен — Эми Доддс
- Рэй Уинстон — Винс Доддс
- Джей Джей Филд — молодой Джек
- Камерон Фич — молодой Вик
- Нолан Хеммингс — молодой Ленни
- Анатол Юсеф — молодой Рэй

## Награды
Национальный совет кинокритиков США: Лучший актёрский ансамбль (2001)